# Entodon smaragdinus
Entodon smaragdinus är en bladmossart som beskrevs av Jean Édouard Gabriel Narcisse Paris och Brotherus 1909. Entodon smaragdinus ingår i släktet Entodon och familjen Entodontaceae. Inga underarter finns listade i Catalogue of Life.